# Мочалов, Эдуард Валерьевич
Эдуард Валерьевич Мочало́в (род. 22 августа 1974, Иштереки, Моргаушский район, Чувашская АССР, РСФСР, СССР) — российский общественный деятель, журналист; предприниматель. Главный редактор газеты «Взятка».

## Биография

### Предпринимательская деятельность
В 2004 году Эдуард Мочалов приобрёл находящийся на грани банкротства колхоз «Дружба» в Моргаушском районе Чувашской Республики и преобразовал его в акционерное общество «Лидер». В сентябре того же года, по его словам, к нему начал приезжать сотрудник местного ОБЭПа Илларионов, который вымогал у него два миллиона рублей за невозбуждение против предпринимателя уголовного дела за «мошенничество». Мочалов нашёл только половину (по другим данным — двадцатую часть) требуемой суммы, что не устроило милиционера.
В конце 2005 года принадлежащая Мочалову агрофирма «Лидер» подверглась рейдерскому захвату. Тем временем, захват агрофирмы «Лидер» посторонними лицами по подложным документам был признан незаконным, но никаких мер к рейдерам принято не было. По словам председателя местного отделения общероссийского движения «За права человека» Натальи Семёновой, «за ним [рейдером] явно стоял кто-то „поважнее“. Когда всплыла фамилия сотрудника районного ОБЭПа, дело постарались спустить на тормозах».
Не найдя справедливости в правоохранительных органах, 5 сентября 2007 года Э. Мочалов вместе с работниками принадлежащей ему агрофирмы на три часа перегородил сельхозтехникой федеральную автотрассу М5 (Москва—Уфа).

### Акт самосожжения
14 декабря 2007 года Эдуард Мочалов, пытаясь привлечь внимание общественности к своей проблеме, совершил самоподжог (типшар) у Спасской башни Московского Кремля на Красной площади, после чего попал в реанимационное отделение Института Склифосовского. Дело получило общественный резонанс, и спустя две недели первый заместитель следственного комитета при прокуратуре Чувашской Республики в очередной раз возобновил уголовное дело против рейдеров.

### Уголовное преследование
27 марта 2006 г. против него было заведено уголовное дело по статье 159, часть 4 (мошенничество). После восьми месяцев, проведённых в СИЗО, Мочалову присудили условный срок, и он вышел на свободу.
В мае 2007 года приговором Моргаушского районного суда был признан виновным в совершении преступлений, предусмотренных ч. 1 ст. 112 УК РФ (умышленное причинение вреда здоровью средней тяжести), ч. 4 ст. 159 УК РФ (мошенничество), ч. 3 ст. 33 — ч. 2 ст. 187, ч. 3 ст. 30 — ст. 187 УК РФ (организация и покушение на изготовление платежных документов), и было назначено наказание в виде 5 лет 10 месяцев лишения свободы условно со штрафом в размере 20 тысяч рублей. В сентябре 2008 года приговором того же суда был осужден за мошенничество (ч. 3 ст. 159 УК РФ) к 2,5 годам лишения свободы условно и штрафу в размере 10 тысяч рублей.

### Журналистская и общественная деятельность
В 2008 году им была основана общественно-политическая газета «Взятка», занимающаяся расследованием коррупционной деятельности чувашских чиновников (республика входит в тройку наиболее коррумпированных регионов России). В интервью ведущему Би-би-си Севе Новгородцеву Эдуард Мочалов рассказал, что помимо его собственных средств, газете помогают «неравнодушные бизнесмены, которые все это видят, но не желают показывать себя».
В 2011 г. бизнесмен снова привлёк внимание федеральных СМИ, вывесив на здании своей агрофирмы плакаты: сначала «Единая Россия, помоги бороться с коррупцией», затем — «Единая Россия — партия жуликов и воров».
27 апреля 2012 г. Эдуард Мочалов был задержан полицией за закидывание здания республиканской прокуратуры яйцами и приговорён к штрафу в размере 600 рублей. Мочалов заявил, что не намерен обжаловать приговор суда, и что «за 600 рублей можно ещё кинуть яйца в здание прокуратуры». Почти месяц спустя, 17 мая, он повторил свою акцию у здания Верховного суда Чувашской Республики и на этот раз был задержан на 15 суток.
9 сентября 2012 года Мочалов встречался с депутатом Госдумы Ильёй Пономарёвым, а в конце октября — с Алексеем Навальным. Сообщается, что на встречах обсуждались вопросы координации борьбы с коррупцией между регионами и информационной поддержки газеты «Взятка».

### Дело Илле Иванова

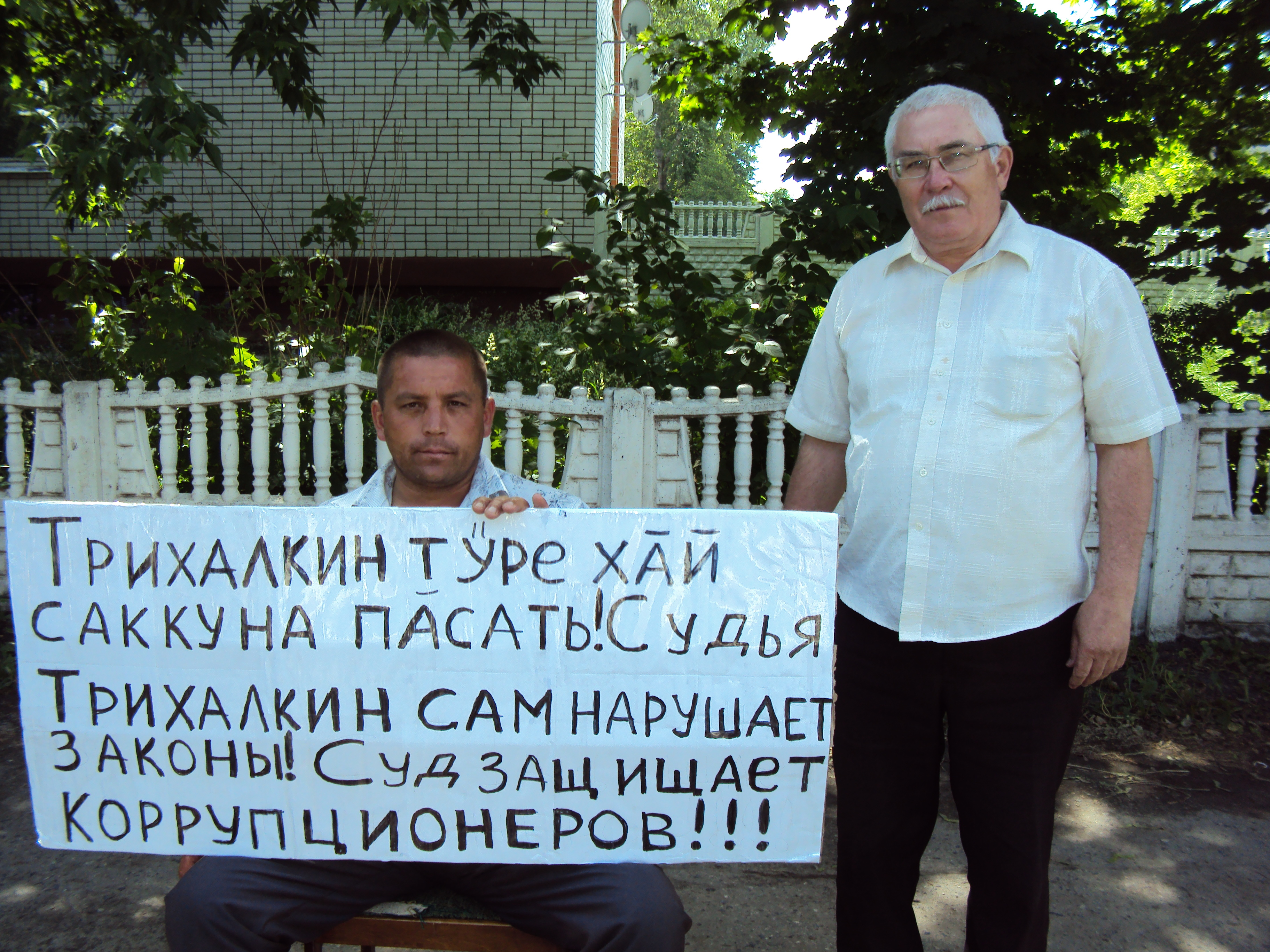
Эдуард Мочалов (слева) и Илле Иванов перед очередным судебным заседанием по делу газеты «Взятка»

В августе 2012 года Генеральная прокуратура РФ добилась возбуждения уголовного дела по 282-й статье в отношении газеты Э. Мочалова «Взятка» за статью «Покажи мне свой язык, и я скажу — кто ты» о неравноправии чувашского и русского языков в республике.
Сообщается, что первоначально суд нижестоящей инстанции (Моргаушского района ЧР) не признал статью экстремистской, но это решение было прокуратурой обжаловано.
Сам Мочалов отверг обвинения в экстремизме и назвал возбуждённое против газеты дело заказным:
Потуги обвинить нас в экстремизме напрасны. Экстремизм надо искать во многих органах властей республики, в том числе — в прокуратурах и судах. Они первые притеснители наших прав, в том числе и по языковому признаку. В частности, именно они не могут обеспечить равноправие языков, своим неуважением к отдельным языкам провоцируют конфликты на языковой почве. Кто мы и кто они после этого?
Против судебного преследования газеты выступил и руководитель чувашской правозащиной организации «Щит и меч», подвергнутый в статье острой критике.
Эксперт одного из правозащитных центров, занимающихся проблемой ксенофобии, прокомментировал статью так:
На наш взгляд, в этой полемической статье признаков экстремизма нет — есть резкая критика руководства Чувашии, утверждения, что чуваши в республике находятся в неравноправном положении по отношению к русскому населению. Автор материала, судя по всему, чувашский националист, и статья содержит некорректные высказывания о русских, которые можно определить как язык вражды. Но и только.
В ноябре 2012 года статья была внесена в Федеральный список экстремистских материалов под номером 1524. Несмотря на неоднократные заявления Мочалова о том, что автором статьи является именно он, СКР обвинил в её написании 57-летнего журналиста и писателя Илле Иванова.

## Семья
Эдуард Мочалов женат, воспитывает двух детей школьного возраста.